# 岡崎和久
岡崎 和久（おかざき かずひさ、1977年9月6日 - ）は、札幌テレビ放送（STV）のアナウンサー。神奈川県出身。札幌観光大使。

## 人物
- 法政大学卒業後、2001年入社[1]。同期のアナウンサーは急式裕美（現・報道部記者）、日下部愛。スポーツの実況と情報番組の両方を担当している[1]。
- 2007年8月9日の北海道日本ハムファイターズ対東北楽天ゴールデンイーグルス戦の後のヒーローインタビューで、ダルビッシュ有がサエコ（現紗栄子）と結婚を前提に付き合っていることを発表した際にインタビュアーをしていた[要出典]。
- 2009年3月20日に札幌円山動物園から当日一般公開が始まったホッキョクグマの赤ちゃんを放送の『どさんこワイド』と『情報ライブ ミヤネ屋』生中継リポーターを担当[要出典]。
- ラジオ番組での口癖は「人生一度きり」（岡崎はこの言葉を信条としている）[1]、「周りのサポートのお陰」、「運がいい」。
- 2016年CS第5戦北海道日本ハムファイターズ対福岡ソフトバンクホークス戦を実況した。この試合で記録した大谷翔平のプロ野球最速記録となる165キロを実況した[1]。
- 第39回NNSアナウンス大賞で全国優秀賞を受賞。
- 2019年　ドキュメンタリー映画「FIGHTERS THE MOVIE ～Challenge with Dream～」に出演
- 2022年　札幌市のプロジェクト「スポーツのチカラ×街のミライ」STV代表としてテレビCMに出演
- 2022年　どさんこワイド179内の企画「岡崎和久のお家マニア」を担当

## 現在の出演番組

### テレビ
- どさんこワイド[1]
- Dramatic Game 1844
- サッカー中継（地上波の中継のほか、STVが制作協力しているスカパー!のコンサドーレ札幌ホームゲーム中継も担当）
  - 全国高等学校サッカー選手権大会（実況など）[2]
- STVニュース（不定期）

### ラジオ
- STVファイターズLIVE
- STVニュース（不定期）

## 過去の出演番組

### テレビ
- ハイ!STVです
- どさんこサンデー
- 朝6生ワイド
- 情報!Sセンス!
- ぞっこん!スポーツ
- ANAオープンゴルフトーナメント

### ラジオ
- 喜瀬ひろしのときめきワイド
- オハヨー!ほっかいどう
- ドリームラッシュ
- ウイークエンドバラエティ 日高晤郎ショー（「熱血岡崎 千客万来・笑いで繁盛」リポーター）
- 岡崎和久のアタックヤング（木曜日担当）
- まるごと!エンタメ〜ション
  - ようじのぢかん 6月第4週（2022年6月27日 - 2022年7月1日）
  - ようじのぢかん 7月第4週（2023年7月24日 - 7月28日）

## 著書
- 伝えたい、この想い 第100回全国高校サッカー選手権記念 アナウンサーたちのロッカールーム（2021年、東京ニュース通信社・講談社）[2][3][4] ISBN 978-4-06-526740-0
  - 藤井貴彦（日本テレビ）・福岡竜馬（福岡放送）などとの共著[2]。